# Vrt ljubezni (Rubens)
Vrt ljubezni je Peter Paul Rubensova slika, nastala okoli leta 1630-1633 in je zdaj v muzeju Prado v Madridu. Delo je bilo prvič navedeno na seznamu leta 1666, ko je bilo obešeno v kraljevi palači v Madridu, v spalnici španskega kralja. V zgodnjih inventarjih se je slika imenovala Vrtna zabava.
Je apoteoza zunanjega dvornega žanrskega slikarstva vesele družbe. Tema tega dela je pogosta pri baročnih slikah, kjer so uporabili pretirano gibanje in jasne, lahko interpretirane podrobnosti, da bi ustvarili dramo, napetost in veličino. Rubens na svojih slikah uporablja večplastno alegorijo in simboliko.

## Opis
V tem 198 x 283 cm velikem delu lepo oblečenih oseb v slogu bivalnega okolja iz 17. stoletja, je prikazan prizor z dvorne pojedine, ki se odvija v sproščenem vzdušju, v katerem se skupina ljudi spogleduje na idiličnem vrtu. Vsi so lepo oblečeni, kažejo svoje bogastvo in status visokega razreda. To dokazuje globina celotnega prizora. Družba se zbira ob nekakšni arhitekturi. Kupidi okoli skupine nosijo simbole zakonske ljubezni, komunicirajo s posamezniki ko pripeljejo mitološke figure na realistično vrtno prizorišče, ki ustvarijo fantastično sliko. Pred nami je nekakšna alegorija.
Povsod po skupini najdemo simbole zakonske ljubezni, med drugim: kupide, par grlic, cvetno krono, baklo, simbol boga Himena, zaščitnika porok, glasbenike in Junoninega pava. Psi predstavljajo lojalnost in zvestobo. Vrt predstavlja raj, a tudi plodnost. Ta slika je alegorija in povzdignjenje ljubezni in zakona, pa tudi vesele družbe.
V skrajnem levem kotu moški gospod spremlja žensko v črnem proti skupini. Ob nogah slednjih sedi nov par, in naprej stopa lepo oblečen par po stopnišču in se približuje skupini, ki posluša glasbo. Moški imajo ob pasu meče kar pomeni, da so to fini gospodje, damska razkošna oblačila so zadnja francoska moda.
Verjame se, da je moški na levi Rubens, kar je privedlo do zgodnje identifikacije te slike kot avtoportreta s prijatelji. Verjame se tudi, da je Vrt ljubezni praznovanje Rubensovo poroke z ženo: Hélène Fourment.
Helena Fourment je bila druga Rubensova žena. Bila je predmet nekaj Rubensovih portretov in model za druge religiozne in mitološke slike.

## Fontane
Fontane Treh gracij in Venere predstavljajo zakonsko srečo. Tri gracije so tri rubeneskne gole ženske - mehka telesa, razposajena in zelo seksualizirana bitja. Te oblike poudarjajo plodnost in fizično lepoto, zrcalijo čudovito vrtno sceno. Neposredno pod milostmi nič hudega sluteče skupine ljudi škropi vodnjak. [5] Tudi na drugi fontani je upodobljena gola ženska - tokrat gola Venera, ki sedi na hrbtu ribe in iz dojk ustvarja tok vode. Ta je znana kot doječa Venera in naj bi simbolizirala dojenje in vzgojo otrok.
Ta polno postavna ženska je prepozna kot boginja Junona, ki je zaščitnica zakonske zveze. Rubens igra na prepoznavne teme, ki bi jih prepoznala njegova sodobna publika.
Rubens uporablja motive iz renesančnih skulptur, vendar postavlja prizor v manierističnem portiku lastne hiše v Antwerpnu.

## Vpliv
Rubensova vesela družba je vplivala na Adriaena Brouwerja, baročnega flamskega umetnika, ki je intenzivno risal žanrske prizore veselih družb. Medtem ko je znanih le 60 njegovih del, je Brouwerjevo delo vplivalo na naslednjo generacijo flamskih in nizozemskih slikarjev žanra. Brouwer je naslikal atmosferske pokrajine, slikal je z ohlapnimi potezami - vpliv tega sloga je razviden v Rubensovem delu.